# Callistege dyari
Callistege dyari är en fjärilsart som beskrevs av Smith 1903. Callistege dyari ingår i släktet Callistege och familjen nattflyn. Inga underarter finns listade i Catalogue of Life.

## Bildgalleri

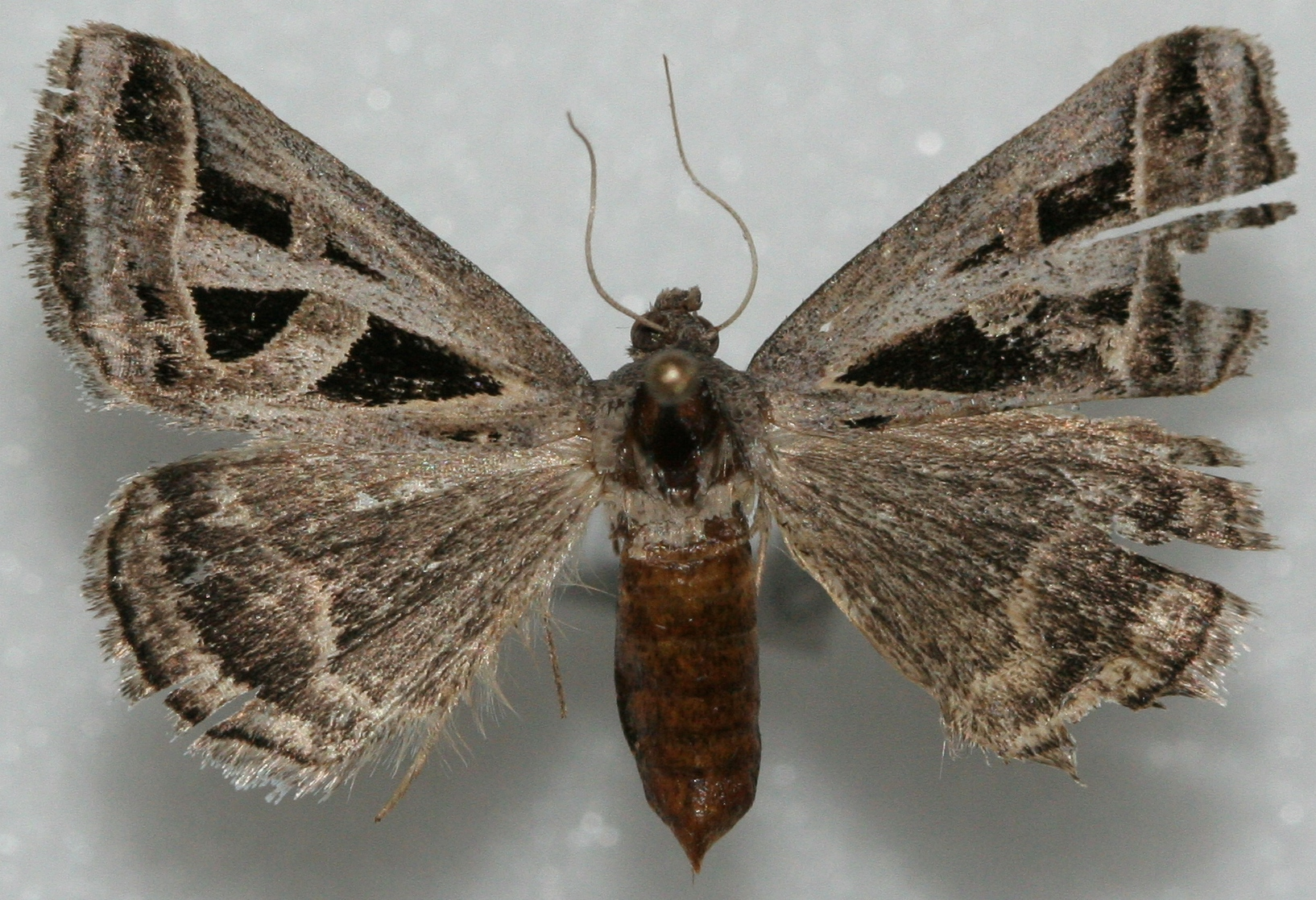